# 11091 Thelonious
11091 Thelonious este un asteroid din centura principală de asteroizi.

## Descriere
11091 Thelonious este un asteroid din centura principală de asteroizi. A fost descoperit pe 16 februarie 1994 la Kitt Peak National Observatory în cadrul proiectului Spacewatch. Asteroidul prezintă o orbită caracterizată de o semiaxă mare de 2,49 ua, o excentricitate de 0,15 și o înclinație de 1,2° în raport cu ecliptica.